# Ad-Da’ajin
Ad-Da’ajin (arab. الضعاين, Aḍ-Ḍaʿāyin) – osada położona we wschodniej części Kataru, stolica prowincji Ad-Da’ajin.